# Hudson (Teksas)
Hudson – miasto w Stanach Zjednoczonych, w stanie Teksas, w hrabstwie Angelina.